# Drinkglas
Een drinkglas is een hol glazen voorwerp om uit te drinken.
Vanouds bestaan er vele typen drinkglazen welke, in tegenstelling tot de drinkbekers, in grondvorm bestaan uit drie onderdelen:
- de kelk, dat is het, meestal brede, deel waarin zich de drank bevindt en waaruit gedronken wordt;
- de stam of steel, waaraan men het glas vasthoudt;
- de voet, waarmee het glas op tafel kan worden gezet.

Een uitzondering hierop vormen de whiskyglazen, shotglazen en metzelaartjes, waarbij er geen stam is en de voet en kelk direct met elkaar verbonden zijn.
Deze drie onderdelen kunnen verschillende vormen hebben, waardoor men tal van typen drinkglazen kan onderscheiden. Bekend zijn: de roemer, het fluitglas en de berkemeyer.
Reeds in het oude Rome werden drinkglazen gebruikt, maar enkel door de rijken. Het volk gebruikte bekers uit metaal of keramiek. Vooral in de renaissancetijd beschikten de rijkere standen over weelderig versierde drinkglazen, waar soms ook allerlei allegorische voorstellingen en teksten in waren gegraveerd. Glazen uit Murano (een groep eilanden bij Venetië) werden erg gewaardeerd. Omstreeks de wisseling van de 16e naar de 17e eeuw was bijvoorbeeld de bekerschroef populair, een zilveren, verguld zilveren of bronzen, rijkversierde houder van een glas. Een later ontwikkeld glas is het Picardieglas.
Bij recepties worden soms speciale glazen gebruikt, die in plaats van een voet een bol hebben. 
Op proeverijen worden speciale proefglazen gebruikt.

## Soorten glazen

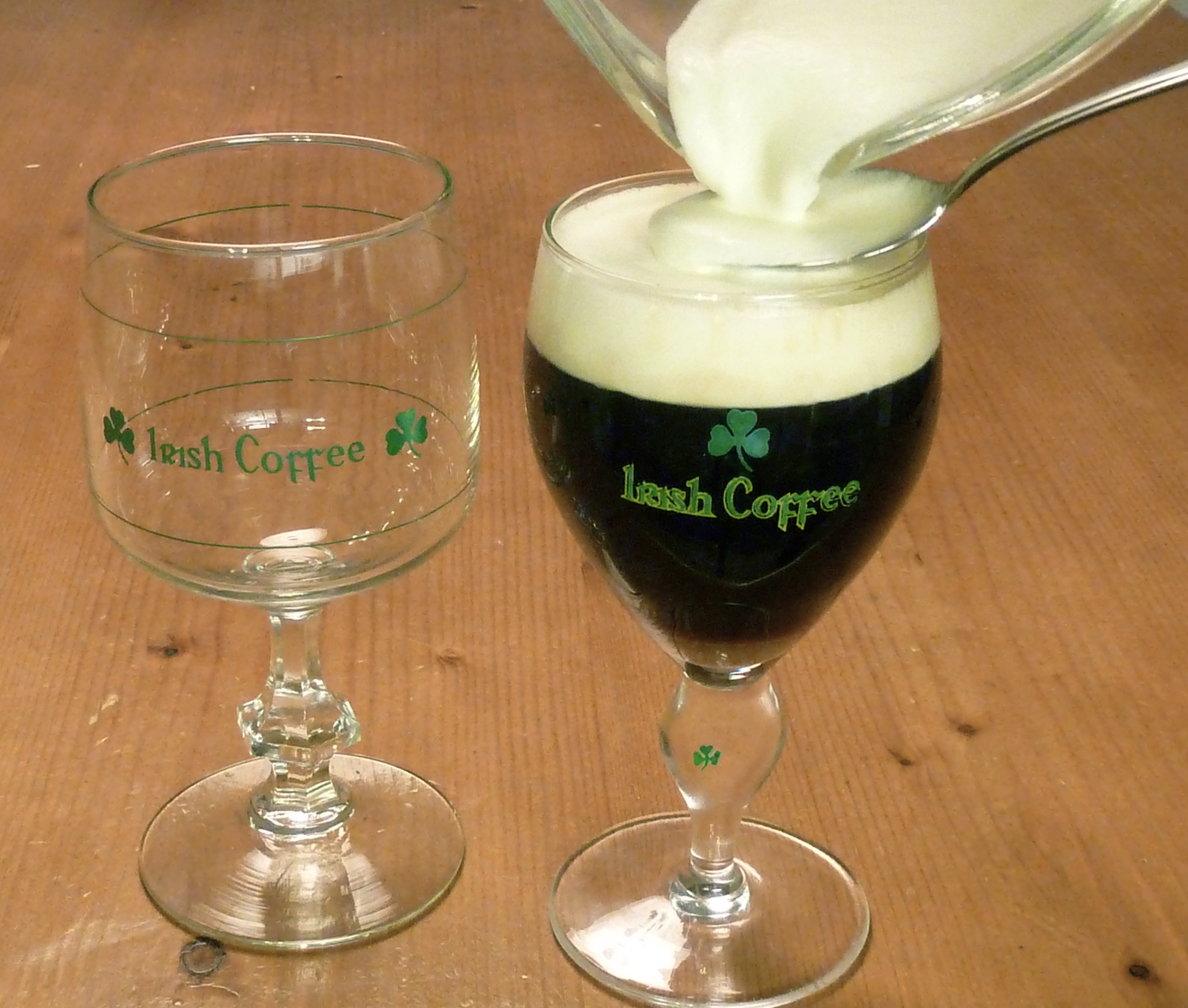
Irish coffeeglas.

Drinkglazen worden meestal onderscheiden naar de drank die hieruit wordt gedronken. Zo onderscheidt men onder andere
- het bierglas (200ml of 250ml),
- het borrelglas (40ml),
- de champagnecoupe,
- het cocktailglas,
- het cognacglas,
- het likeurglas,
- het longdrinkglas,
- het portglas,
- het theeglas,
- het waterglas,
- het whiskyglas,
- het wijnglas (circa 110ml),
- het Irish coffeeglas.

Het volume van de glazen voor alcoholische dranken is zo gekozen, dat ze ongeveer een gelijke hoeveelheid alcohol bevatten: bij een hoger alcoholgehalte hoort een kleiner glas. Hiertoe is het standaardglas vastgesteld, al worden in de praktijk ook wel afwijkende (grotere) volumes gebruikt.